# Đại Hội đồng Kinh tế Tài chính Đông Dương
Đại hội đồng Kinh tế Tài chính Đông Dương cũng được gọi là Đại hội đồng Kinh tế Lý tài Đông Dương (tiếng Pháp: Grand Conseil des Intérêts économiques et Financiers de I'Indochine) là một nghị viện cố vấn của Liên bang Đông Dương hoạt động ở cấp liên bang từ năm 1928 đến năm 1954.

## Lịch sử
Cơ quan này được thành lập ngày 4 Tháng Mười Một năm 1928 chủ yếu để giúp chính quyền thực dân Pháp điều hành kinh tế ở Đông Pháp.
Thành phần gồm có 28 người Pháp và 23 người bản xứ. Trong số 28 người Pháp thì 6 người được bổ nhiệm, 22 người do các nghị viện và phòng thương mại địa phương bầu lên.
Thành viên người bản xứ thì 5 người do chính quyền bổ nhiệm. Còn 18 người kia là do do các nghị viện và phòng thương mại địa phương bầu lên.
Cơ quan có nhiều quyền thế trong Đại hội đồng là Ngân hàng Đông Dương.

## Nhân vật liên quan
- Trương Văn Bền[2]
- Nguyễn Văn Vĩnh[3]
- Phan Thanh